# Indosinia involucrata
Indosinia es un género monotípico de plantas fanerógamas que pertenecen a la familia Ochnaceae.  Su única especie Indosinia involucrata, es originaria de Vietnam.

## Taxonomía
Indosinia involucrata fue descrita por (Gagnep.) J.E.Vidal  y publicado en Bulletin de la Société Botanique de France 111: 405. 1965.
Sinonimia
- Distephania involucrata Gagnep.[4]